# Osiris: New Dawn
Osiris: New Dawn est un jeu d'action de type MMORPG sorti le 28 septembre 2016 sur Steam en accès anticipé. Il est développé par Fenix Fire Entertainment et édité par Reverb Triple XP. Le jeu est sorti en janvier 2023.

## Système de jeu
Osiris: New Dawn est un jeu de survie solo ou multijoueur où les joueurs doivent explorer, coloniser et exploiter les ressources des planètes afin de survivre.
Le jeu est de type PVE ou PVP.
Les systèmes de jeu sont :
- Colonisation multijoueur (PVP / PVE)
- Survie
- Exploration
- Combat

## Histoire
Vous incarnez des membres d'une expédition.
En 2046, cette expédition est envoyée à travers la galaxie afin de trouver une nouvelle planète et la coloniser. Malheureusement, votre vaisseau se crashe sur une planète hostile.
Les membres devront affronter une planète dangereuse, des tempêtes, des météorites, des créatures...

## Développement

### Pré-développement
Osiris: New Dawn est développé par Fenix Fire Entertainment. Son développement a commencé 5 ans avant son entrée sur Steam.
Il a été présenté en 2016 au PAX-West Convention où la partie solo a été présentée.

### Accès anticipé
Osiris est annoncé le 16 septembre sur Steam et sort en version Accès anticipé le 28 septembre 2016 sous l'éditeur Reverb Triple XP, une branche de Reverb Communication aussi à l'origine de Ark:Survival Evolved.

## Accueil
Osiris: New Dawn est récompensé au « PAX West Best Survival Game » pour un jeu MMO et « PAX West Best Indie MMO » pour son côté MMORPG.
Lorsque le jeu sort en accès anticipé, il reçoit des critiques positives sur Steam.

## Incidents
Fin mars 2017, le jeu subit une attaque et la base est corrompue. Dans le jeu, certains éléments comme les tourelles changent de colonies et attaquent les joueurs les ayant créés. Le 30 mars 2017, près de 600 000 lignes de codes sont passés en revue pour trouver la faille et les serveurs d'Osiris: New Dawn sont effacés pour repartir sur une base saine.